# Alticus saliens
Alticus saliens även känd som "The Leaping Blenny" är en fiskart som först beskrevs av Lacepède, 1800.  Alticus saliens ingår i släktet Alticus och familjen Blenniidae. Inga underarter finns listade i Catalogue of Life.
Alticus saliens är en amfibie som lever i tidvattenzonen i rev. Den hoppar mellan tidvattenpölar via kalkstensklippor när den känner sig störd. Den tillbringar mycket av sin tid ovanför vattenytan och kan andas luft. Den är äggläggande och äggen är självhäftande. Dess föda är främst alger. Längden på fisken blir maximalt 10 cm. Den klassas av IUCN under kategorin Kunskapsbrist.

## Utbredning
"The Leaping Blenny" är en tropisk fisk känd från Stilla havet och Indiska oceanen, inklusive Röda havet, Society islands, Ryukyu- och Bonin-öarna, Queensland, Australien, Marianerna samt Julön i östra Indiska oceanen. 